# Левиці
Ле́виці (Ле́віце; словац. Levice [ˈlɛvitsɛ][ˈlɛvit͡sɛ], угор. Léva [ˈleːvɒ][ˈleːvɒ], нім. Lewenz) — місто в західній Словаччині.
Населення — близько 33 тис. осіб (31.12.2019).

## Історія

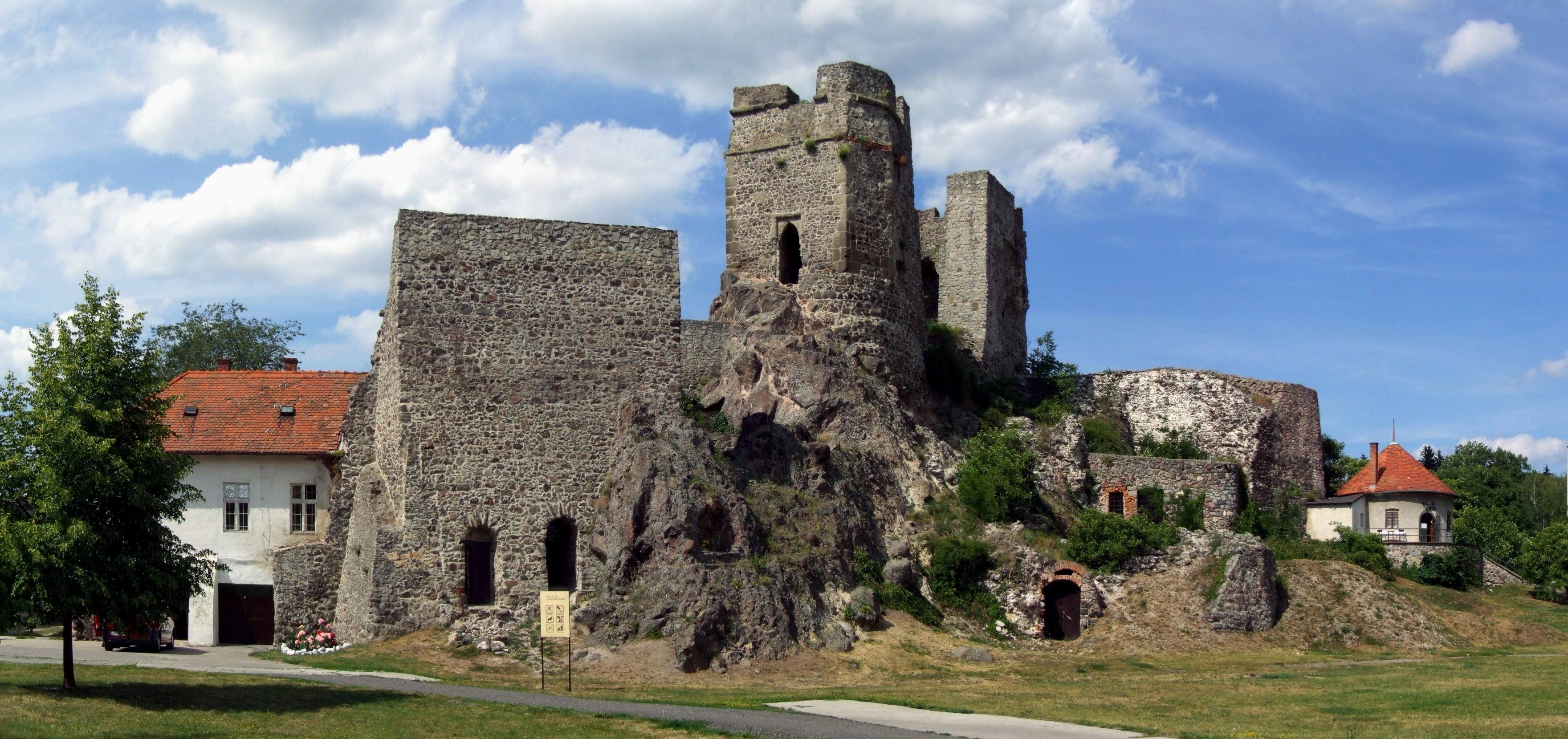
Левицький Град в наш час

Місто Левиці (Leua) вперше згадується у 1156 році, коли Естергомський архієпископ, примас Угорщини, освятив тут костел. У 1165 р. Левиці входили до складу жупи Св. Мартіна (župa Svetog Martina iz Bratke).
У 1313 році вперше згадується замок Левицький Град (Levicki hrad), побудований, за легендою, самим Матушом Чаком, «некоронованим королем» західної та центральної Словаччини (яка в той час входила до складу Угорщини). У 1313 р. каштеляном Левицького Граду був Імре Бечеі (Imrich Bečej, Emericus de Beche), а в 1318-21 рр. — Юліус з Топольчанок. По смерті Матуша Чака у 1321 році, каштелян Юліус здав замок угорському королю Карлу-Роберту.
У 1544 р. міські квартали Левиць спалили турки, але взяти замок вони не змогли. У 1558 році інший легендарний угорець — капітан Іштван Добо, герой Егера — перебудував фортецю, яка потім понад сто років успішно відбивала численні удари турків. У 1663 році туркам вдалося захопити фортецю, але вони утримували її недовго: в 1664 році, у битві біля стін Левицької фортеці, турецька армія була вщент розбита угорською армією під командуванням Іштвана Кохарі I. До 1685 році відноситься остання турецька спроба опанувати Левицьким Градом.
Із 17 вересня по 31 жовтня 1709 р. Левицький Град утримували у своїх руках угорські та словацькі куруци, повсталі проти тиранії Габсбургів. А бувши змушені покинути замок, куруци підірвали його. Відтоді Левицький Град не відновлювали з руїн.
Після розпаду Австро-Угорщини Левиці відійшли до Чехословаччини, що було підтверджено Тріанонською угодою 1920 року. У 1938—1945 рр. Левиці — в складі Угорщини. Потім — у складі ЧСР, ЧССР, ЧСФР… З 1993 року Левиці — важливий промисловий центр Західної Словаччини.

## Населення
| Рік:            | 1994.  | 2004.   | 2014.   | 2024.    |
| --------------- | ------ | ------- | ------- | -------- |
| Кількість осіб: | 36 176 | 36 310  | 33 977  | 30 556   |
| Різниця:        |        | +0,37 % | -6,42 % | -10,06 % |

| Рік:            | 2023.  | 2024.   |
| --------------- | ------ | ------- |
| Кількість осіб: | 30 823 | 30 556  |
| Різниця:        |        | -0,86 % |

## Пам'ятки
- Фортеця Левицький Град
- Тековський музей
- Костел св. Михайла
- Синагога

## Річки
Через місто протікають дві річки: Подлужанка (словац. Podlužánka) і Перець (словац. Perec). Причому, протікають вони перетинаючись і не змішуючись. У місці перетину Перець йде під землю, протікаючи під річищем Подлужанки.

## Транспорт
У місті знаходяться залізничний та автобусний вокзали.

## Місто-побратим
- Ртищево, Росія

## См. також
- Теково